# Thesaurus Linguae Graecae
El Thesaurus Linguae Graecae (TLG) és un institut d'investigació de la Universitat de Califòrnia a Irvine.
El TLG va ser fundat el 1972 per Marianne McDonald, professora de teatre i de clàssiques d'aquesta universitat, per tal de crear una col·lecció digital de tots els texts conservats escrits en grec des de l'antiguitat. Theodore Brunner (1934-2007) va dirigir el centre des del 1972 fins a la seva jubilació el 1998. Maria Pantelia va succeir-lo el 1998.
El nom de TLG comparteix nom amb la seva base de dades en línia, que porta com a títol complet Thesaurus Linguae Graecae: A Digital Library of Greek Literature, i TLG com acrònic abreujat.
Aquest projecte va estar inspirat inicialment en l'obra d'Henri Estienne, el Thesaurus linguae graecae (1572) que fou emprada com a base pels lexicògrafs del segle xix per als seus diccionaris.
El suport rebut per part de classicistes i experts en tecnologia, sobretot de David W. Packard i del seu equip, que van crear el sistema Ibycus, el hardware i software emprats per llegir i realitzar cerques al corpus de texts del TLG. Des del 1972 el TLG ha recopilat i digitalitzat la majoria de texts escrits en grec des d'Homer fins a la caiguda de Constantinoble el 1453.
La col·lecció de texts del TLG va circular originàriament en CD-ROM, el primer es va editar el 1985. Des del 2001 els membres d'institucions subscrites poden fer cerques a través de la xarxa. El públic pot consultar tota la informació bibliogràfica i una selecció de texts. Des del desembre del 2006 els texts s'han lematitzat per facilitar-ne la cerca.
El TLG és responsable del desenvolupament, manteniment i documentació de Beta Code, un sistema de codificació de caràcters i formateig desenvolupat per David W. Packard per codificar l'alfabet grec politònic.